# Singsjön, Östersunds kommun
Singsjön är en by i Brunflo distrikt (Brunflo socken) i Östersunds kommun, Jämtlands län.
Öppningsscenerna i Anton Corbijns film The American från 2010 spelades in på denna ort. En av skådespelarna är George Clooney, som spelar en lönnmördare som, efter att ett jobb i Sverige gått snett, flyr till Italien.